# 中里遺跡 (小田原市)
座標: 北緯35度16分58.0秒 東経139度11分12.0秒 / 北緯35.282778度 東経139.186667度

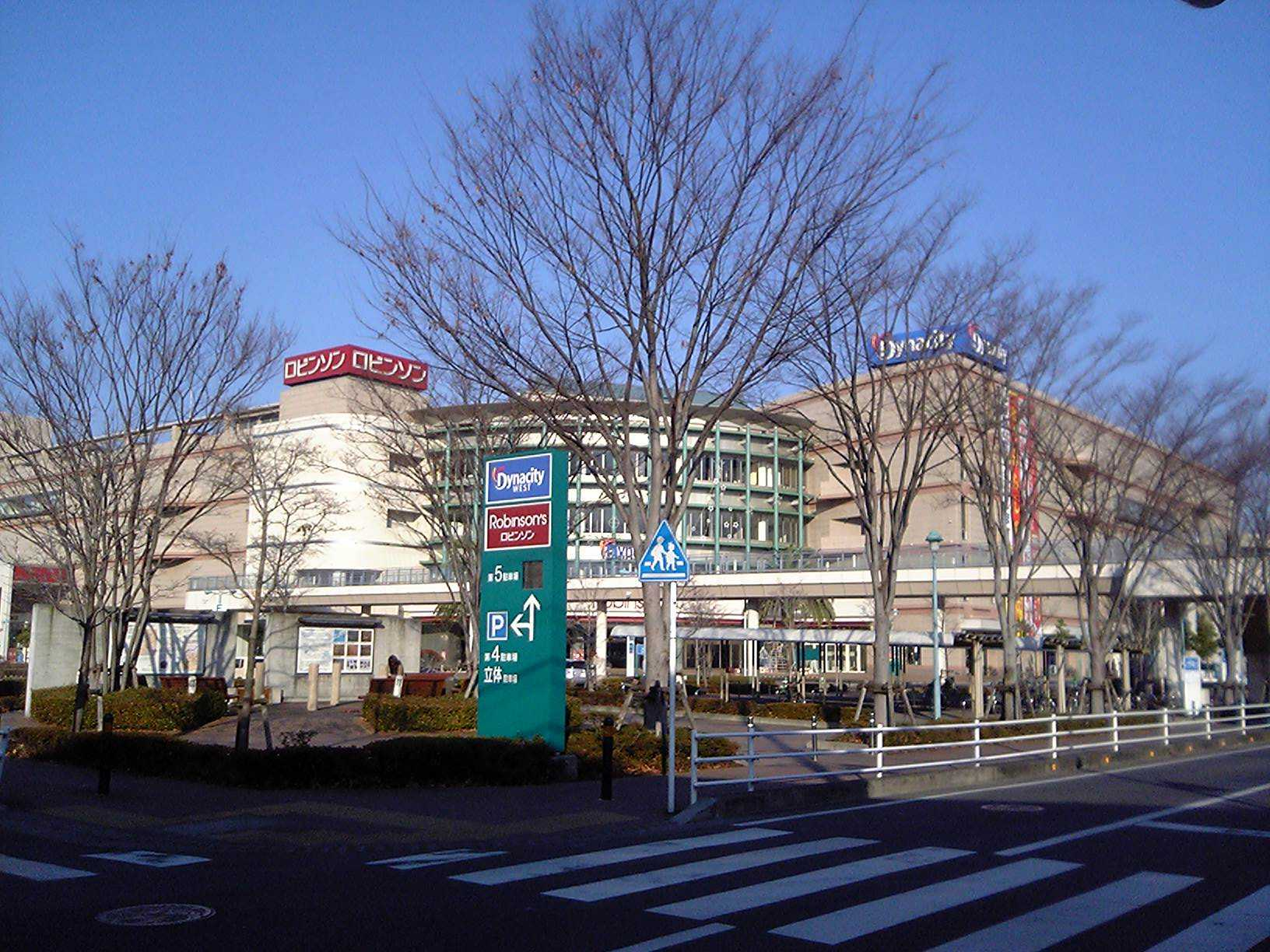
中里遺跡の発掘後に建てられた小田原ダイナシティ。

中里遺跡（なかざといせき）は、神奈川県小田原市中里にある弥生時代の集落遺跡。関東地方の弥生時代の集落としては最初期のものとされる。出土品は県の有形文化財に指定されている。

## 概要
1952年（昭和27年）に工場建設の際に一部が発見され、1991年（平成3年）から工場跡地をショッピングセンター「Dynacity」にするため本格的に発掘調査された。
弥生中期前半のものと考えられる旧河道沿いに営まれた竪穴建物跡102棟、掘立柱建物跡73棟のほか、方形周溝墓なども見つかっている。土器に関しては、地元の中里式（須和田式）が多い中で、瀬戸内海東部（兵庫県周辺）の型式の土器（東海地方では現在のところ見つかっていない）も発見されており、近畿地方方面からの入植者が在来の人々とともに水田耕作をしながら作った集落と考えられている。また、発掘調査範囲の南西側では弥生時代後期～古墳時代前期にかけての環濠集落の一部の発見された。
遺跡範囲の大半が発掘調査され現存せず、未調査の部分は地中に保存されたままとなっているが、ショッピングセンターの一角には「中里遺跡ポケットパーク」というポケットパークが設置され、竪穴建物跡を模したモニュメントがある。

## 神奈川県指定重要文化財
- 小田原市中里遺跡の弥生時代中期出土品（141点）
- 指定年月日:2019年（令和元年）9月17日付[1]